# Agropyron retrofractum
Agropyron retrofractum là một loài thực vật có hoa trong họ Hòa thảo. Loài này được Vickery mô tả khoa học đầu tiên năm 1951.